# Declaração da Independência da Ucrânia
O Ato de Declaração da Independência da Ucrânia (em ucraniano: Акт проголошення незалежності України) foi adotado pelo parlamento ucraniano em 24 de agosto de 1991. O ato estabeleceu a Ucrânia como um Estado independente.

## Adoção
O ato foi adotado em consequência da tentativa de golpe em 19 de agosto, quando a mão de ferro dos líderes comunistas da União Soviética tentou restaurar o controle do Comitê Central do Partido Comunista sobre a URSS. Em resposta (durante uma tensa sessão extraordinária de 11 horas), o Soviete Supremo da República Socialista Soviética da Ucrânia, em uma sessão especial de sábado, aprovou massivamente o Ato de Declaração. O ato foi aceito por 321 votos a favor, 2, contra e 6 abstenções (de 360 participantes). O autor do texto foi Levko Lukyanenko. Os comunistas do Partido Comunista da Ucrânia sentiram que não havia outra escolha, senão a de se separar e, como eles mesmos expressaram, de se distanciar de eventos em Moscou, particularmente do movimento anti-comunista no Parlamento Russo. "Será um desastre, se nós não votarmos a favor da independência", declarou o primeiro secretário do Partido Comunista da Ucrânia, Stanislav Hurenko, durante o debate. 
Na mesma data (24 de agosto), o parlamento convocou um referendo em apoio à declaração da independência. A proposta de convocar o referendo nacional partiu conjuntamente dos líderes opositores Ihor Yukhnovsky e Dmytro Pavlychko. O parlamento também votou a criação de uma força nacional ucraniana e fez com que todas as forças armadas localizadas no território ucraniano passassem a estar sob a sua jurisdição.
Exceto por um grupo de pessoas que se reuniu na frente do prédio do parlamento, as ruas de Kiev estavam quietas naquele dia, com somente alguns poucos sinais de celebração aberta.
Nos dias seguintes, uma série de resoluções e decretos foi passada: nacionalizando todas as propriedades do Partido Comunista da Ucrânia, e entregando-as ao Soviete Supremo e concelhos locais; concedendo anistia a todos o prisioneiros políticos; suspendendo todas as atividades do Partido Comunista da Ucrânia, além de congelando as contas bancárias e os ativos do mesmo, abrindo investigações oficiais sobre a possível colaboração com conspiradores do golpe de Moscou; organizando um comitê de inquérito sobre sua atitude oficial durante o golpe; e estabelecendo um comitê sobre questões militares relacionadas à criação de um Ministério de Defesa da Ucrânia.
No dia 26 de agosto de 1991, o Representante Permanente da República Socialista Soviética da Ucrânia nas Nações Unidas (a RSSU foi um membro fundador das Nações Unidas) Hennadiy Udovenko, informou ao escritório do Secretário-Geral das Nações Unidas que sua missão permanente nessa assembleia internacional seria oficialmente designada para representar a Ucrânia. 
No dia 26 de agosto de 1991, o comitê executivo de Kiev também votou para remover todos os monumentos de heróis comunistas de lugares públicos, incluindo o monumento de Lênin na Praça Central da Revolução de Outubro. A grande praça passaria a se chamar Maidan Nezalezhnosti (Praça da Independência). A Estação Central de Metrô, localizada abaixo da praça, também mudaria de nome, sob decisão do comitê executivo.
Em 28 de agosto de 1991, mais de 200 mil habitantes de Lviv e de Lviv oblast se declararam dispostos a servir na guarda nacional.
No referendo de 1 de dezembro de 1991, a população ucraniana manifestou apoio geral ao Ato de Declaração da Independência, com mais de 90% votando a favor, e 82% do eleitorado participando. O referendo aconteceu no mesmo dia da primeira eleição direta para presidente; todos os seis candidatos à presidência votaram a favor do Ato. A passagem do referendo eliminou qualquer oportunidade de continuação da União Soviética, mesmo em uma escala limitada; a Ucrânia foi por muito tempo a segunda nação mais poderosa da União Soviética, econômica e politicamente falando, perdendo apenas para a Rússia.
Uma semana depois das eleições, o presidente recém-eleito Leonid Kravchuk uniu-se a seus opositores russos e bielorrussos, assinando O Pacto de Belaveja, o qual declarava que União Soviética deixava de existir. A União Soviética dissolveu-se oficialmente em 26 de dezembro.
Desde 1992, o Dia da Independência é celebrado na Ucrânia na data de 24 de agosto.

## Reconhecimento internacional
A Polônia e o Canadá foram os primeiros países a reconhecerem a independência da Ucrânia, ambos em 2 de dezembro de 1991. No mesmo dia, o presidente da República Socialista Federativa Soviética da Rússia, Boris Yeltsin, também confirmou o seu reconhecimento da nação ucraniana como independente.
Os Estados Unidos o fizeram em 25 de dezembro de 1991. Neste mês, a independência da Ucrânia foi reconhecida por 68 Estados e em 1992, foi reconhecida por outros 64 Estados.